# Olympias (Epirus)
Olympias (altgriechisch Ὀλυμπιάς Olympiás), zur Unterscheidung zu ihrer gleichnamigen Urgroßtante auch Olympias II. genannt, war eine Königin der Molosser und Anführerin der Epiroten aus der Dynastie der Aiakiden im 3. vorchristlichen Jahrhundert.
Olympias war eine Tochter König Pyrrhos’ I. und war mit ihrem (Halb-)Bruder Alexandros II. verheiratet. Es war die einzige Geschwisterehe unter den Aiakiden. Beim Tod ihres Brudergemahls waren ihre Söhne Pyrrhos II. und Ptolemaios noch unmündig, weshalb Olympias für sie die Regentschaft übernahm. Um sich dem Expansionsdruck des Aitolischen Bundes zu erwehren, der Akarnanien beanspruchte, ging sie ein Bündnis mit Demetrios II. von Makedonien ein, dem sie ihre Tochter Phthia zur Frau gab. Offenbar um den Einfluss auf ihren älteren Sohn Pyrrhos II. zu wahren, ließ Olympias dessen Konkubine Tigris vergiften. Der ältere Sohn starb schon früh, kurz nachdem sie ihm die Herrschaft übergeben hatte. Olympias überlebte auch ihren zweiten Sohn Ptolemaios und starb erst kurz nach diesem, sodass ihre Enkelin Deidameia, die Tochter ihres Sohnes Pyrrhos, als letzte Angehörige der Dynastie zurückblieb.